# 非洲聯盟護照
非洲聯盟護照為一本通用護照。此護照將會取代現行各國自行簽發的國家護照。護照持有人能夠免簽證前往55個非洲聯盟的成員國。 有關決定於2016年7月17日在盧旺達首都基加利舉行的非洲聯盟例會，由盧旺達總統保罗·卡加梅（Paul Kagame）和乍得總統伊德里斯·代比（Idriss Déby）推出。

## 種類
非洲聯盟護照有以下三種：
一般護照
此類護照適宜於一般公民能因私人或工作出外旅遊。護照共有32頁，有效期為5年。
公務護照
此類護照適宜於代表政府機構因履行公務的人員。
外交護照
此類護照適宜於因公務外出的外交人員和領事，及其隨行受領人。

## 語言
護照內文使用5種語言：英語、法語、阿拉伯語、葡萄牙語和斯瓦希里語。

## 参見
- 簽證
- 護照
- 歐盟護照
- 非洲聯盟
- 護照列表
- 生物特徵護照